# Nationale Versöhnungskonferenz in Somalia 2007
Die Nationale Versöhnungskonferenz in Somalia 2007 fand vom 15. Juli bis zum 30. August 2007 in Mogadischu statt. Die Konferenz mit etwa 1.300 Teilnehmern sollte dazu beitragen, Somalia zu stabilisieren und den seit 1988 andauernden somalischen Bürgerkrieg zu beenden. Die Konferenz wurde von Gewalt im Umfeld überschattet und erbrachte bescheidene Ergebnisse.

## Vorgeschichte
Seit die Union islamischer Gerichte Ende 2006 durch äthiopische Truppen und die Übergangsregierung Somalias verdrängt worden war, war es nicht gelungen, einen dauerhaften Frieden herzustellen. In der ersten Jahreshälfte 2007 kam es in Mogadischu zu heftigen Kämpfen zwischen regierungstreuen Truppen auf der einen Seite und islamistischen und Hawiya-Kämpfern auf der anderen, die Hunderttausende in die Flucht trieben. Seit März 2007 war daher die Nationale Versöhnungskonferenz geplant worden, auch auf Druck der EU als wichtigem Geldgeber der Übergangsregierung. Sie wurde oft als letzte Chance für die Übergangsregierung unter Präsident Abdullahi Yusuf Ahmed zur Schaffung von Frieden bezeichnet.
Die Versöhnungskonferenz war zunächst für den Zeitraum vom 16. April bis Mitte Juni geplant, musste aber aus Sicherheitsgründen und wegen Boykottdrohungen bedeutender Parteien – insbesondere von Vertretern des in Mogadischu mächtigen Clans der Hawiya – mehrmals verschoben werden. Auch die ursprünglich geplante Teilnehmerzahl von 3.000 musste auf ca. 1.300 reduziert werden.

## Teilnehmer
Mehr als 1000 Älteste der traditionell bedeutenden Somali-Clans nahmen teil, hinzu kamen ehemalige Warlords, Politiker und ausländische Vertreter.
Der Abgal-Subclan der Hawiya nahm teil, wohingegen die Ayr, ein einflussreicher Subclan der Habar-Gedir-Hawiya, fernblieben. Gemäßigte Vertreter der Union islamischer Gerichte aus dem Exil in Eritrea wurden eingeladen, boykottierten die Konferenz aber, da sie unter der anhaltenden äthiopischen Militärpräsenz auf nicht neutralem Gebiet stattfinde. Stattdessen veranstalteten Kritiker und Gegner Äthiopiens und der Übergangsregierung später im September in Asmara (Eritrea) eine „Gegenkonferenz“ mit dem Hauptziel, den „Eindringling aus Addis Abeba“ zu vertreiben. Diese resultierte in der Gründung der Allianz für die Befreiung Somalias. Militante Islamisten, Gegner Äthiopiens und der Übergangsregierung drohten mit Gewalt. Übergangspräsident Abdullahi Yusuf Ahmed versicherte aber, dass die Nationale Versöhnungskonferenz „selbst bei einem Atombombenangriff“ stattfinden würde.
Zivilgesellschaftliche Organisationen wurden nicht eingeladen und kritisierten, dass der Schwerpunkt der Konferenz auf Clan-Konflikten liege, während politische Gegensätze nicht angegangen würden. Sie forderten einen stärkeren Einbezug von Kritikern und Gegnern der Übergangsregierung, wie dem politischen Flügel der Union islamischer Gerichte. Die Vereinten Nationen, die USA und die Arabische Liga bekundeten ihre Unterstützung für die Konferenz.
Der seit 1991 de facto unabhängige Norden Somalias bzw. Somaliland verweigerte die Teilnahme.

## Verlauf
Die National Governance and Reconciliation Commission organisierte die Nationale Versöhnungskonferenz, die unter strengen Sicherheitsvorkehrungen im Norden von Mogadischu stattfand. Auf dem Programm standen elf Punkte, darunter Clan-Konflikte und die Durchführung von Wahlen.
Bald nach ihrer Eröffnung am 15. Juli wurde die Konferenz bis zum 19. Juli abgebrochen, um den erwarteten Delegierten mehr Zeit zur Anreise zu geben; von den erwarteten 1300 Teilnehmern hatten erst 900 die Konferenz erreicht, unter anderem wegen finanzieller Probleme.
Die Konferenz wurde von Anfang an von Gewalt überschattet. Militante Gegner der Übergangsregierung verübten Angriffe auf das Konferenzgelände und in der Umgebung und lieferten sich auf dem Bakara-Markt und in weiteren Stadtteilen Kämpfe mit regierungstreuen Truppen. Vom Beginn der Konferenz bis zum 23. Juli trieb eine neue Eskalation der Gewalt zwischen Regierungstruppen und ihren Gegnern nach UN-Angaben 10.000 Menschen zur Flucht aus Mogadischu. Bis zum 24. Juli war die Zahl der neu Vertriebenen auf 21.000 angestiegen, insgesamt waren seit Anfang 2007 etwa 400.000 vor Kämpfen in Mogadischu geflohen.
Am 19. August wurde Maalim Harun Maalim Yusuf, Ältester vom Clan der Abgal-Hawiya und wichtiger Verhandlungsführer an der Konferenz, von Unbekannten in Mogadischu erschossen. Daraufhin kam es im Stadtviertel Horuwa zu schweren Kämpfen. Am 30. August ging die Konferenz im Beisein hochrangiger Diplomaten zu Ende.

## Ergebnisse
Die Versöhnungskonferenz brachte bescheidene Resultate. Dazu gehören Bestimmungen für einen Waffenstillstand zwischen den Clans und zur Verteilung der Einkünfte aus den natürlichen Ressourcen des Landes sowie Pläne für Wahlen im Jahr 2009.